# Discografia di Gaia
La discografia di Gaia, cantautrice italo-brasiliana, è costituita da tre album in studio, un EP, diciannove singoli e trentaquattro video musicali (inclusi quelli come artista ospite), pubblicati dal 2016.

## Album in studio
| Anno                                                         | Titolo | Classifiche | Classifiche | Certificazioni | Unità          |
| Anno                                                         | Titolo | ITA         | SWI         | Certificazioni | Unità          |
| ------------------------------------------------------------ | --- | ----------- | ----------- | -------------- | -------------- |
| 2020                                                         | Genesi - Pubblicato: 20 marzo 2020 - Etichetta: RCA - Formati: CD, LP, download digitale, streaming              | 3           | 68          | - ITA: Oro     | - ITA: 25 000+ |
| 2021                                                         | Alma - Pubblicato: 29 ottobre 2021 - Etichetta: Columbia - Formati: CD, download digitale, streaming             | 18          | —           |                |                |
| 2025                                                         | Rosa dei venti - Pubblicato: 21 marzo 2025 - Etichetta: Columbia - Formati: CD, LP, download digitale, streaming | 6           | —           |                |                |
| "—" indica una pubblicazione non classificata in quel paese. | |             |             |                |                |

## Extended play
| Anno | Titolo | Classifiche |
| Anno | Titolo | ITA         |
| ---- | --- | ----------- |
| 2016 | New Dawns - Pubblicato: 16 dicembre 2016 - Etichetta: Sony Music - Formati: CD, download digitale, streaming | 29          |

## Singoli

### Come artista principale
| Anno                                                         | Titolo                                                                    | Classifiche | Classifiche | Certificazioni     | Unità           | Album di provenienza |
| Anno                                                         | Titolo                                                                    | ITA         | SWI         | Certificazioni     | Unità           | Album di provenienza |
| ------------------------------------------------------------ | ------------------------------------------------------------------------- | ----------- | ----------- | ------------------ | --------------- | -------------------- |
| 2016                                                         | New Dawns                                                                 | 7           | —           | - ITA: Oro         | - ITA: 25 000+  | New Dawns            |
| 2017                                                         | Fotogramas                                                                | —           | —           |                    |                 | /                    |
| 2020                                                         | Chega                                                                     | 11          | —           | - ITA: Platino (2) | - ITA: 140 000+ | Genesi               |
| 2020                                                         | Coco Chanel                                                               | 36          | —           | - ITA: Oro         | - ITA: 35 000+  | Genesi               |
| 2020                                                         | Nuove strade (con Ernia, Rkomi, Madame, Samurai Jay e Andry the Hitmaker) | 51          | —           |                    |                 | /                    |
| 2021                                                         | Cuore amaro                                                               | 17          | —           | - ITA: Oro         | - ITA: 35 000+  | Alma                 |
| 2021                                                         | Boca (con Sean Paul e Childsplay)                                         | 69          | —           | - ITA: Oro         | - ITA: 35 000+  | Alma                 |
| 2021                                                         | Nuvole di zanzare                                                         | —           | —           |                    |                 | Alma                 |
| 2021                                                         | What Christmas Means to Me                                                | 6           | —           | - ITA: Oro         | - ITA: 50 000+  | Alma                 |
| 2022                                                         | Salina                                                                    | —           | —           |                    |                 | Alma                 |
| 2023                                                         | Estasi                                                                    | —           | —           | /                  |                 |                      |
| 2023                                                         | Robot (con North of Loreto e Mecna)                                       | —           | —           | /                  |                 |                      |
| 2023                                                         | Un sogno splende in me                                                    | —           | —           | Wish               |                 |                      |
| 2023                                                         | Tokyo                                                                     | —           | —           | /                  |                 |                      |
| 2024                                                         | Dea saffica                                                               | —           | —           | /                  |                 |                      |
| 2024                                                         | Sesso e samba (con Tony Effe)                                             | 1           | 56          | - ITA: Platino (4) | - ITA: 400 000+ | Icon                 |
| 2025                                                         | Chiamo io chiami tu                                                       | 9           | —           | - ITA: Oro         | - ITA: 100 000+ | Rosa dei venti       |
| "—" indica una pubblicazione non classificata in quel paese. |                                                                           |             |             |                    |                 |                      |

### Come artista ospite
| Anno | Titolo                                                           | Album di provenienza |
| ---- | ---------------------------------------------------------------- | -------------------- |
| 2022 | Fé (Stabber feat. Gaia)                                          | Trueno               |
| 2024 | Fa strano (Lady Marmalade) (BigMama feat. Gaia, Sissi e La Niña) | Sangue               |

## Collaborazioni
| Anno                                                         | Titolo                                                                    | Classifiche | Certificazioni            | Unità          | Album di provenienza |
| Anno                                                         | Titolo                                                                    | ITA         | Certificazioni            | Unità          | Album di provenienza |
| ------------------------------------------------------------ | ------------------------------------------------------------------------- | ----------- | ------------------------- | -------------- | -------------------- |
| 2017                                                         | Miraculous (con Briga)                                                    | —           |                           |                | /                    |
| 2020                                                         | Non siamo niente (Lowlow feat. Gaia)                                      | —           | Dogma 93                  |                |                      |
| 2021                                                         | Luna (Madame feat. Gaia)                                                  | 35          | - ITA: Oro                | - ITA: 35 000+ | Madame               |
| 2021                                                         | Mare che non sei (con Rkomi)                                              | 30          | - ITA: Oro                | - ITA: 35 000+ | Taxi Driver          |
| 2022                                                         | Mosaici (Sick Luke feat. Gaia e Carl Brave)                               | 24          |                           |                | X2                   |
| 2022                                                         | Così non va (The Night Skinny feat. Bnkr44, Madame, Rkomi, Gaia ed Elisa) | 60          | Botox                     |                |                      |
| 2022                                                         | Bastava la metà (Ernia feat. Gaia e Guè)                                  | 21          | Io non ho paura           |                |                      |
| 2023                                                         | Morto d'amore (Dylan feat. Gaia)                                          | —           | Love Is War               |                |                      |
| 2023                                                         | Non ti vado via (Aiello feat. Gaia)                                       | —           | Romantico                 |                |                      |
| 2023                                                         | Lento lento lento (VV feat. Gaia)                                         | —           | Ami pensi sogni senti     |                |                      |
| 2024                                                         | Una (Ditonellapiaga feat. Gaia)                                           | —           | Flash                     |                |                      |
| 2024                                                         | Non siamo più noi due (Holden feat. Gaia)                                 | —           | Joseph                    |                |                      |
| 2025                                                         | Salsa piccante (Fabri Fibra feat. Gaia e Massimo Pericolo)                | 47          | Mentre Los Angeles brucia |                |                      |
| 2025                                                         | Slow down (Shablo feat. Gaia e Roy Woods)                                 | —           | Manifesto                 |                |                      |
| "—" indica una pubblicazione non classificata in quel paese. |                                                                           |             |                           |                |                      |

## Video musicali
| Anno | Titolo                         | Regista/i                                   |
| ---- | ------------------------------ | ------------------------------------------- |
| 2017 | Fotogramas                     | Gaetano Morbioli                            |
| 2020 | Chega                          | YouNuts! (Antonio Usbergo e Niccolò Celaia) |
| 2020 | Coco Chanel                    | YouNuts! (Antonio Usbergo e Niccolò Celaia) |
| 2020 | Nuove strade                   | Davide Vicari                               |
| 2020 | Chega (Live Performance)       | Enea Colombi                                |
| 2020 | Coco Chanel (Live Performance) | Enea Colombi                                |
| 2021 | Cuore amaro                    | Enea Colombi                                |
| 2021 | Mare che non sei (Visual)      | —                                           |
| 2021 | Boca                           | Francesco Calabrese                         |
| 2021 | Nuvole di zanzare              | Giulio Rosati                               |
| 2021 | Fita do Bonfim (Visual)        | Federico Merlo e Simone Mariano             |
| 2021 | Bandiera (Visual)              | Federico Merlo e Simone Mariano             |
| 2021 | Paranaué (Visual)              | Federico Merlo e Simone Mariano             |
| 2021 | Pomeriggio (Visual)            | Federico Merlo e Simone Mariano             |
| 2021 | Ginga (Visual)                 | Federico Merlo e Simone Mariano             |
| 2021 | Salina (Visual)                | Federico Merlo e Simone Mariano             |
| 2021 | Nuvole di zanzare (Visual)     | Federico Merlo e Simone Mariano             |
| 2021 | Louca (Visual)                 | Federico Merlo e Simone Mariano             |
| 2021 | Marina (Visual)                | Federico Merlo e Simone Mariano             |
| 2021 | Io e te (Visual)               | Federico Merlo e Simone Mariano             |
| 2021 | Sem tu (Visual)                | Federico Merlo e Simone Mariano             |
| 2021 | Boca (Visual)                  | Federico Merlo e Simone Mariano             |
| 2021 | Alma (Visual)                  | Federico Merlo e Simone Mariano             |
| 2021 | Cuore amaro (Visual)           | Federico Merlo e Simone Mariano             |
| 2021 | Occhi & Jeans (Visual)         | Federico Merlo e Simone Mariano             |
| 2021 | What Christmas Means to Me     | Giulio Rosati                               |
| 2022 | Salina                         | Edoardo Bianco e Gaia                       |
| 2022 | Fé                             | Francesco D'Abbraccio                       |
| 2023 | Estasi                         | Alessandro Treves                           |
| 2023 | Robot                          | Nicolò Bassetto                             |
| 2023 | Tokyo                          | Amedeo Zancanella                           |
| 2024 | Dea saffica                    | Stella Asia Consonni                        |
| 2024 | Sesso e samba                  | Attilio Cusani                              |
| 2025 | Chiamo io chiami tu            | Simone Peluso                               |